# Acta Botanica Brasilica
Acta Botanica Brasilica (abreviado Acta Bot. Brasil.) es una revista con ilustraciones y descripciones botánicas que editada en Porto Alegre desde el año 1987.
Es una revista científica dedicada a la botánica publicada bajo la responsabilidad de la Sociedad Botánica de Brasil ( Sociedade Botânica do Brasil). Fue fundada como una publicación semestral en 1987 y llegó a ser trimestral en 2011.
Esta revista pública artículos en portugués y español (y un poco de inglés a partir de enero de 2013) que cubren todos los campos de la botánica. Su redactor en jefe actual es Francisco de Assis Ribeiro dos Santos.